# Echis ocellatus
Echis ocellatus là một loài rắn trong họ Rắn lục. Loài này được Stemmler mô tả khoa học đầu tiên năm 1970.